# Зоран Круљ
Зоран Круљ (Титоград, 27. октобар 1957) српски је сликар. 

## Биографија
Зоран Круљ је завршио средњу архтитектонску школу у Титограду, а Архитектонски факултет у Нишу.
Круљ је излагао самостално више од 50 пута у земљи и иностранству и групно 150 пута. Добитник је шест домаћих и седам међународних награда за сликарство.

## Уметничко дело
По мишљењу Иве Вукотић, историчарке уметности, Зоран Круљ је:
уметник који је свој пут градио дуго, пролазио кроз различите фазе, експериментисао и учио ослањајући се на свој бескомпромисан таленат. Навикли смо на ведру лакоћу његових морнара који одашиљу специфичну свежину и топлину, обогаћујући сваки простор. Надреализам који бљесне с времена на време представља препознатљив знак његовог стваралаштва. Сада имамо пред собом нешто друго, нешто интимније, нежније и стварније. Серија портрета настајала је протеклих двадесет година, попуњавала простор између циклуса, нудила Круљу могућност да формира својеврсни дневник сачињен од њему драгих лица.